# فابريتسيو كورونا
فابريتسيو كورونا (بالإيطالية: Fabrizio Corona)‏ هو شخصية أعمال وصحفي وممثل إيطالي، ولد في 29 مارس 1974 في قطانية في إيطاليا.

## روابط خارجية
- فابريتسيو كورونا على موقع IMDb (الإنجليزية)
- فابريتسيو كورونا على موقع قاعدة بيانات الفيلم (الإنجليزية)